# Schloss Greifenburg

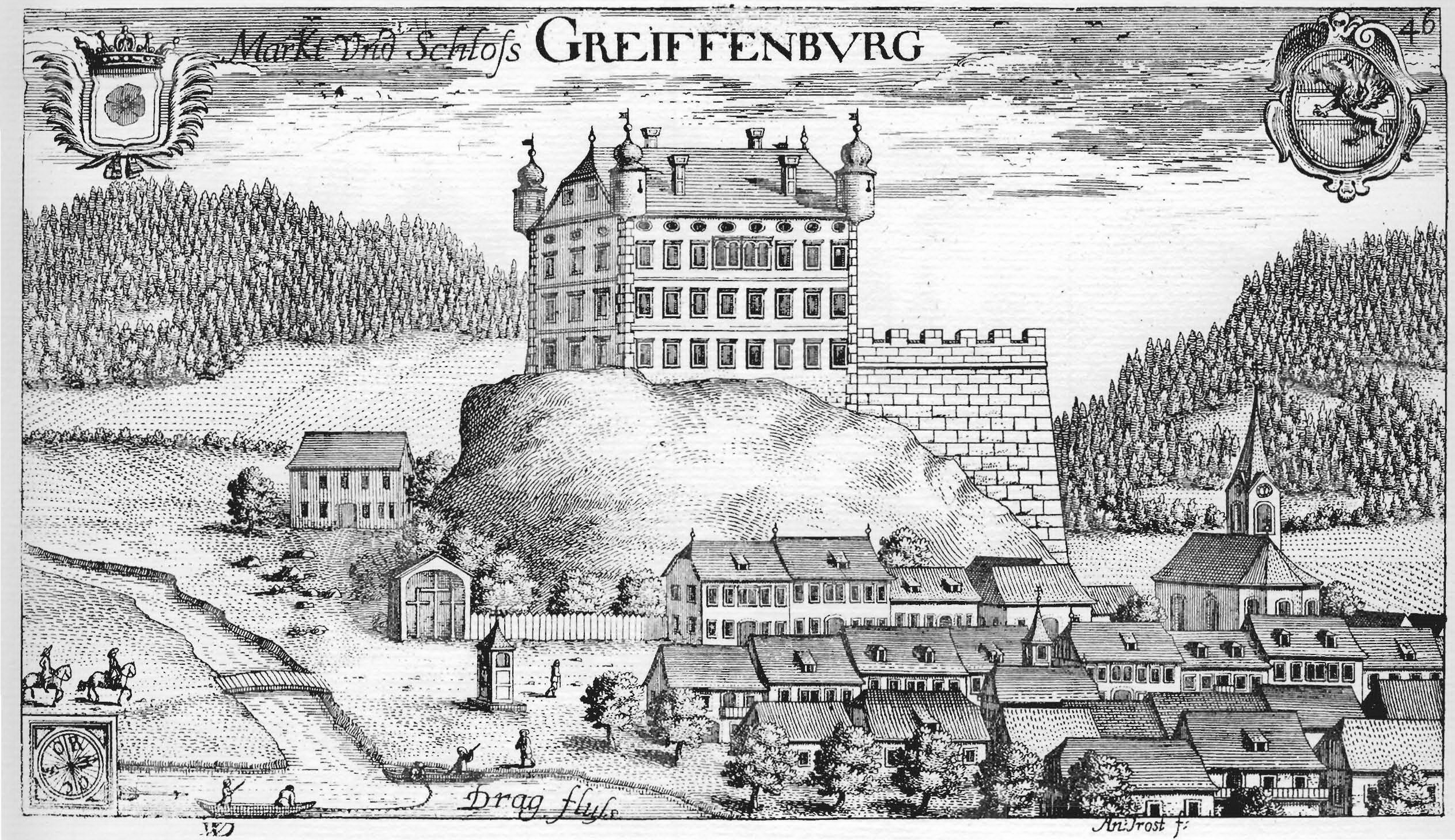
Stich von Johann Weichard von Valvasor (1641–1693), 1680

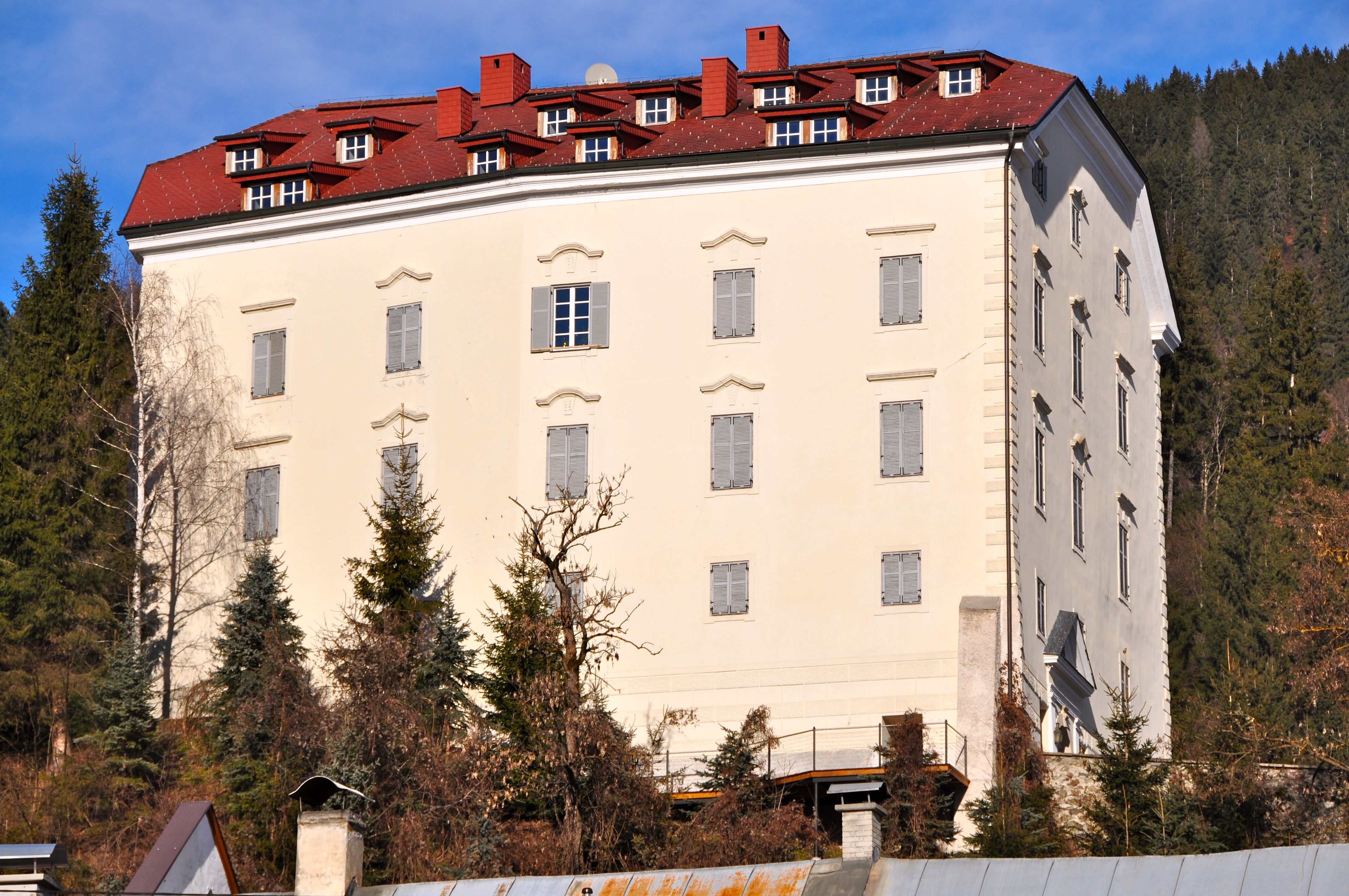
Schloss Greifenburg, 2011

Das Schloss Greifenburg steht nördlich über dem Ort der Marktgemeinde Greifenburg im Bezirk Spittal an der Drau in Kärnten. Das Schloss steht unter Denkmalschutz (Listeneintrag).

## Geschichte
Urkundlich 1166 genannt stand die Burg im Besitz des Herzogs von Kärnten. 1295 starb hier Herzog Meinrad von Tirol. 1335 ging die Burg von den Herzögen Albrecht und Otto von Österreich als Lehen an die Grafen von Görz. Von 1393 bis 1537 gehörte die Burg dem Haus Habsburg, von 1537 bis 1626 den Grafen von Ortenburg, von 1626 bis 1943 den Grafen von Rosenburg. Seit 1947 im Privatbesitz.

## Architektur
Die im Kern späthochmittelalterliche Burg aus der ersten Hälfte des 13. Jahrhunderts als sogenannte Untere Burg ist erhalten, die zweite Burganlage Obere Burg hangseitig oberhalb der Pfarrkirche Greifenburg scheint abgekommen.
Die Vorburg und Untere Burg wurden in der zweiten Hälfte des 17. Jahrhunderts bastionsartig baulich verbunden. Dabei wurde der ehemalige Burghof erweitert und die Burg zu einem Schloss ausgebaut und der Eingang an die Südseite verlegt.
Der heutige mächtige viergeschoßige Bau unter einem Krüppelwalmdach und einem Türmchenerker zeigt die Inschrift 1676 des Grafen Georg Niklas von Rosenberg und seiner Gemahlin Sidonia.
Im Anfang des 19. Jahrhunderts erfolgte ein Ausbau des obersten Geschoßes und eine neue Gestaltung der Fassaden und die Anlage eines Gartens, hierzu die Inschrift Fürst Franz Orsini Rosenberg am Haupttor. Zeitgleich bestand ab dem Anfang des 19. Jahrhunderts die Nutzung als Gerichtsgebäude.
Seit 1972 erfolgten Neuadaptierungen. Von 1980 bis 1984 erfolgte eine Gesamtrestaurierung, dabei wurden 1983 ein Teil der Basteimauer und die gequaderte Ostecke sowie unterirdische Räume freigelegt. 1998 erfolgte ein Anbau.